# Volker Fischer
Volker Fischer, född den 15 augusti 1950 i Iserlohn, Tyskland, är en västtysk fäktare som bland annat tog OS-silver i herrarnas lagtävling i värja i samband med de olympiska fäktningstävlingarna 1988 i Seoul.